# Ursinus von Bourges

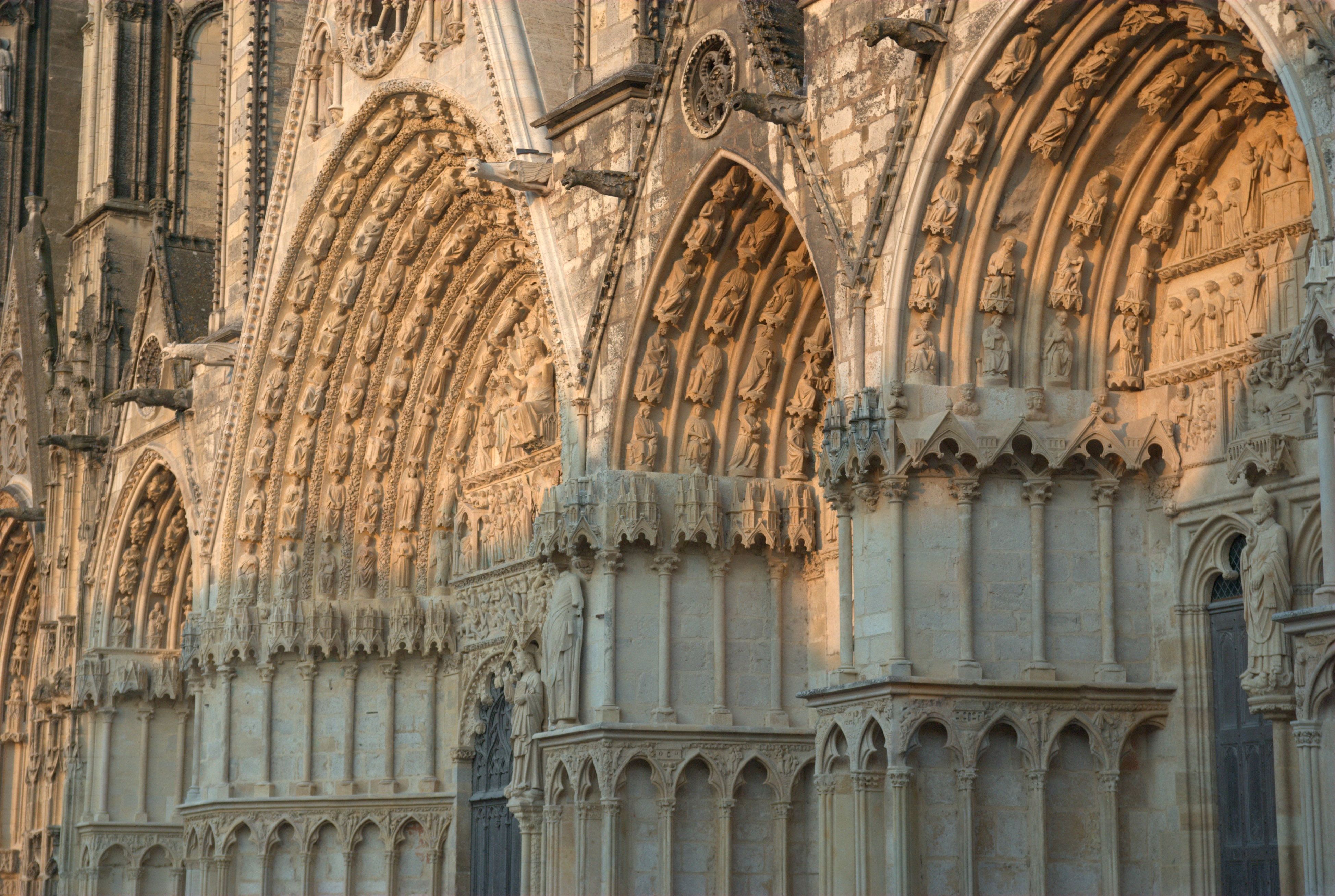
Das Portal ganz rechts zeigt die Lebensgeschichte von Ursinus.

Ursinus von Bourges (französisch Ursin, auch Ours, ‚der Bär‘, von lateinisch ursus; † im 3. Jahrhundert) gilt als der erste Bischof von Bourges (damals Avaricum). Er wird in der römisch-katholischen Kirche als Heiliger verehrt. Sein Gedenktag ist laut dem Martyrologium des Ado von Vienne (799–875) der 9. November. In Bourges wird der Gedenktag aber am 29. Dezember gefeiert, da Ursinus laut kirchlichen Unterlagen in Bourges an einem 29. Dezember gestorben sein soll. Der Überlieferung zufolge ließ Ursinus die ursprüngliche Kathedrale von Bourges errichten und die Reliquien des hl. Stephanus dorthin übertragen. Eins der Portale der Westfassade der Kathedrale von Bourges zeigt die Lebensgeschichte des Ursinus.

## Überlieferung

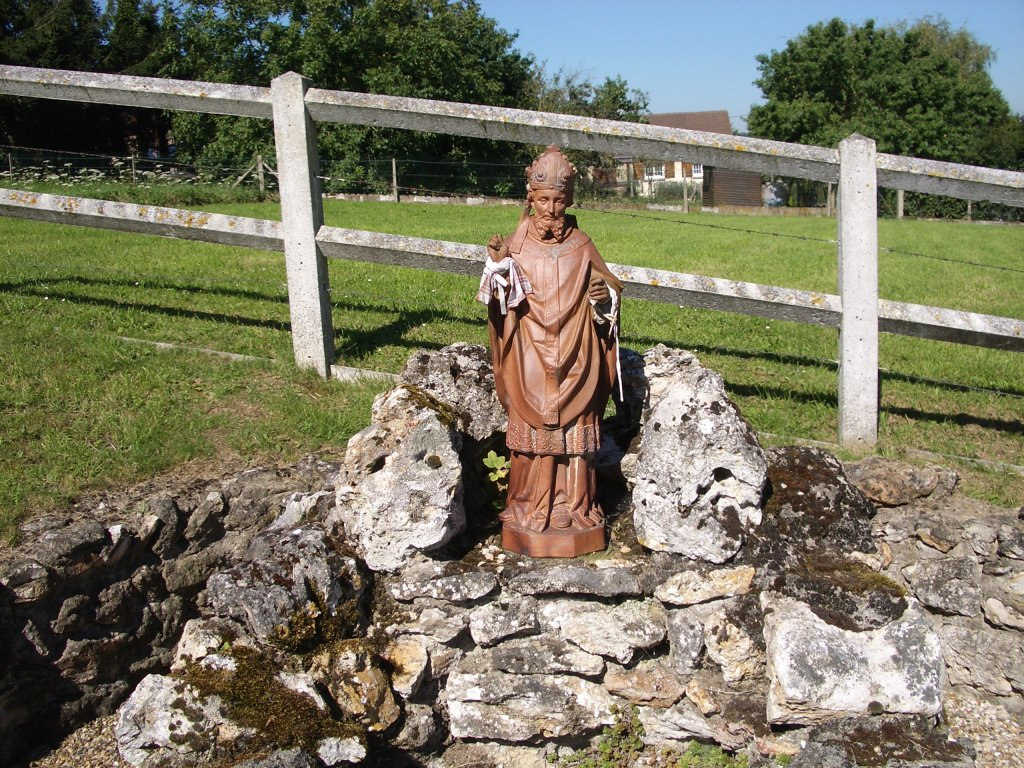
Pilgerstätte des heiligen Ursinus in Villers-sur-le-Roule (Eure)

Der hl. Martin (um 316/317–397) setzte Ursinus mit Nathanael († 1. Jahrhundert) gleich. Auf der Grundlage des Berichts des hl. Martins wurde im 10. oder 11. Jahrhundert die Lebensgeschichte Ursinus’ niedergeschrieben. Gaspard Thaumas de La Thaumassière sah die Gleichsetzung mit Nathaniel in seinem 1689 verfassten Werk kritisch, da ein Mensch nicht so alt werden kann. Er glaubte an einen Fehler im Text.
Gregor von Tours (538–594) schreibt die Gründung der Kirchengemeinde von Bourges in seiner Geschichte der Franken (Band 1) einem Schüler der sieben Bischöfe zu, die der Papst in der Regierungszeit von Decius (249–251) nach Gallien entsandte. Die Bischöfe sollten evangelisieren. In der lokalen Interpretation wurde der siebte Bischof mit Ursinus gleichgesetzt. In Liber in gloria confessorum schrieb Gregor, dass Ursinus der erste Bischof von Bourges war.
Als Ursinus in dem damaligen gallo-römischen Avaricum ankam, bekehrte er Einwohner zum Christentum und taufte sie. Als sich der Kreis der Gläubigen erweiterte, wurde er mit Steinwürfen aus der Stadt vertrieben. Er blieb der Legende nach in einem Nachbarort und baute dort eine Kapelle, die später seinem Patrozinium unterstellt wurde. Auch die Ortschaft wurde nach ihm La Chapelle-Saint-Ursin (Cher) benannt. Ursinus kehrte jedoch bald nach Bourges zurück und überzeugte dort den Stadtrat Leocadius, ein Gebäude für die neue Christengemeinde in eine Kirche umzuwandeln. Bei der Kirche handelte es sich um die heutige Kathedrale von Bourges. Ursinus soll die Reliquien des hl. Stephanus mit nach Bourges gebracht haben, deshalb wurde die Kirche dem Stephanus geweiht.

## Reliquien

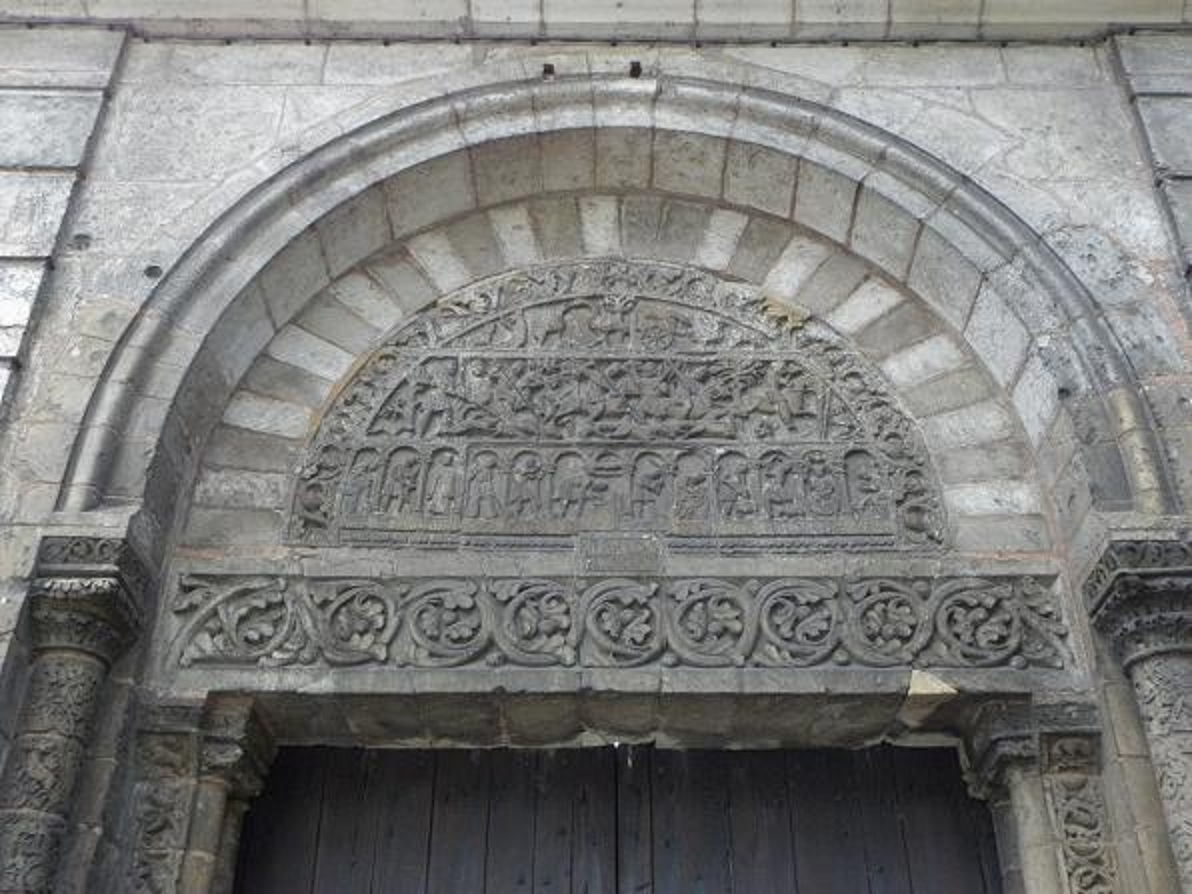
Eingangsportal der zerstörten Stiftskirche Saint-Ursin in Bourges.

Seine Gebeine wurden um 565 unter Bischof Probianus gefunden und in die Kirche Saint-Symphorien übertragen, die daraufhin Ursinus geweiht wurde. Dabei soll es sich um die Stiftskirche Saint-Ursin gehandelt haben, von der nur das Eingangsportal erhalten ist. Als die Normannen im 9. Jahrhundert die Normandie überfielen, wurden die Reliquien nach Cour-Saint-Maurice in Sicherheit gebracht. Bei der späteren Rückführung verblieben Teile der Reliquien dort. 1055 wurden die Reliquien an die Kirche Saint-Jacques von Lisieux übertragen, um die Bevölkerung vom Antoniusfeuer zu heilen. Am 23. Oktober 1239 wurden die Reliquien erneut übertragen. Inzwischen sind die Reliquien bis auf wenige Teile verloren. Nach der Französischen Revolution (1789–1799), etwa um 1810, wurde die Stiftskirche zerstört.

## Patrozinien
- Die Kirche Saint-Ursin von Épron (Calvados)
- Die Kirche Saint-Ursin von La Chapelle-Saint-Ursin
- Die Kirche Saint-Ursin der ehemaligen Gemeinde Saint-Ursin, heute Saint-Jean-des-Champs (Manche)
- Die Kirche Saint-Ursin von Villers-sur-le-Roule